# Hôtel Bonnaffé
L’hôtel Bonnaffé ou maison Bonnaffé, est un hôtel particulier construit en 1785 à Bordeaux. Il forme la partie occidentale de l’îlot auquel il a donné son nom, et qui est compris entre le cours du Chapeau-Rouge et les rues Sainte-Catherine, de la Maison-Daurade, et des Pilliers-de-Tutelle.

## Localisation
L'hôtel est situé au 54 cours du Chapeau-Rouge.

## Histoire
En 1780, le richissime armateur bordelais François Bonnaffé achète trois maisons contigües située place de la Comédie pour la somme de 111 000 livres (équivalent à 1,25 million d'euros). Il les fait détruire et confie à l’architecte bordelais Étienne Laclotte le soin de bâtir un hôtel digne de son immense fortune. Sa construction commence en 1783 et s’achève en 1785. 
Entre 1782 et 1787, les parcelles voisines furent construites à leur tour de manière à constituer un îlot homogène à l’architecture ordonnancée. C’est la raison pour laquelle on appelle l’ensemble d’immeubles l’îlot Bonnaffé bien que l’armateur n’ait été propriétaire que de son hôtel qui représente le tiers du bloc d’immeubles.
L’architecte Laclotte, jaloux du parisien Victor Louis, résolut d’élever l’hôtel suffisamment haut de manière à lui faire dominer la terrasse du Grand Théâtre. Le rez-de-chaussée était occupé par des boutiques, l’entresol abritait des bureaux et les étages supérieurs constituaient le logement de la famille nombreuse des Bonnaffé, avec salons en façade (cours du Chapeau Rouge) et la salle-à-manger donnant sur la rue Sainte-Catherine.
L’hôtel et ses occupants firent forte impression auprès de l’écrivaine allemande Madame de la Roche, lors de son séjour à Bordeaux en 1785. Elle décrit ainsi l’escalier d’honneur : « Cet escalier, dont l’évolution est superbe, va, dans toute sa largeur, jusqu’au troisième étage. Il est très doux à monter. » Au sujet du grand salon, elle le trouve « noblement décoré de boiseries sculptées par un artiste […]. Toute la pièce est peinte en gris-argent laqué. […] Nulle part la moindre trace de dorures, et pourtant l'ensemble est marqué au coin du bon goût et de la noblesse ».
François Bonnaffé est mort en 1809, à 85 ans, et la légende dit qu’il est mort sur le balcon de sa maison.
Le 30 novembre 1844, l’hôtel Bonnaffé est vendu par Édouard Bonnaffé, petit-fils de François, à Monsieur Desgrottes pour la somme de 350 000 francs.

### Extérieur

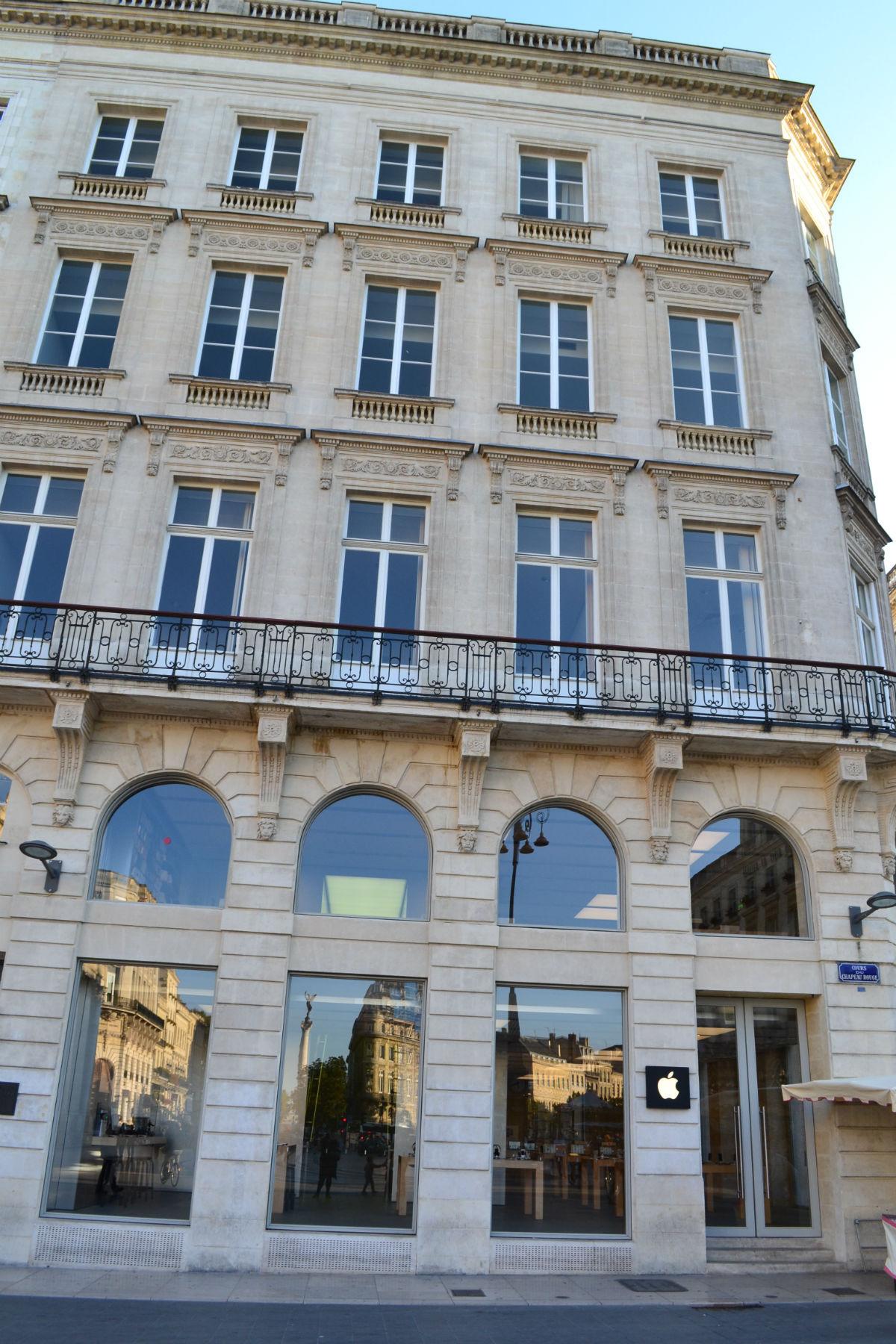

## Architecture

### Intérieur
Des décors qui ont émerveillé Madame de la Roche en 1785, il ne reste plus que l’escalier d’honneur avec sa rampe en fer forgé chantourné.

## Éléments protégés
Les façades sur rues de l’hôtel Bonnaffé, ainsi que les toitures correspondantes sont inscrites monuments historiques depuis 1965. Les façades et toitures correspondantes des autres hôtels attenants, aux numéros 48, 50 et 52 cours du Chapeau-Rouge, le sont également.